# Tina Ramirez
Tina Ramirez (Caracas, 27 settembre 1929 – New York, 6 settembre 2022) è stata una ballerina, coreografa, direttrice artistica, produttrice teatrale e insegnante statunitense, con origini venezuelane, portoricane, messicane, meglio conosciuta come la fondatrice e la direttrice artistica (1970-2009) del Ballet Hispánico, la principale organizzazione di danza latina negli Stati Uniti.

## Biografia

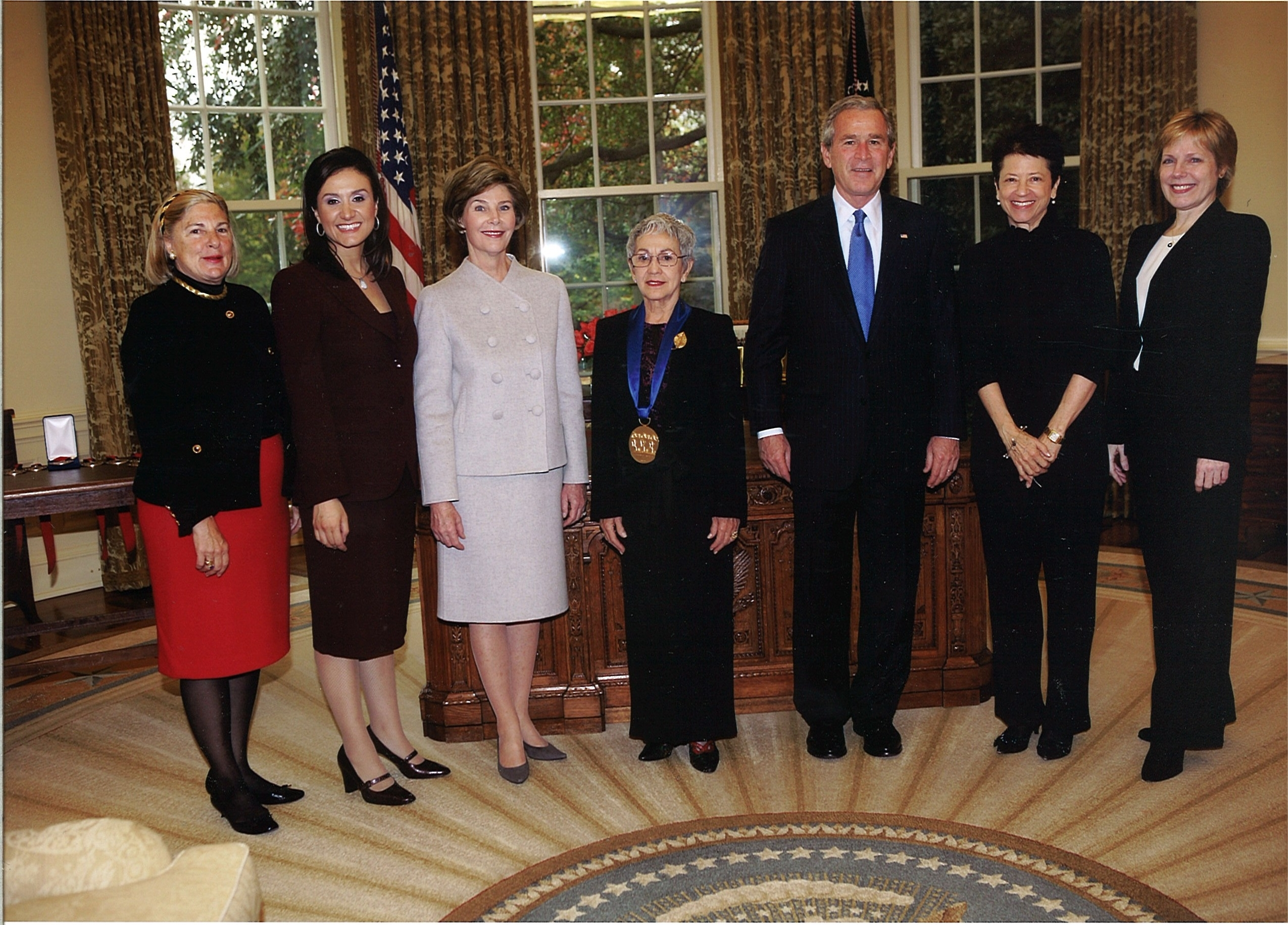
Tina Ramirez mentre riceve la National Medal of Arts dal presidente George W. Bush nel 2005.

Tina Ramirez nacque a Caracas, in Venezuela, nel 1929, dove stava debuttando suo padre, il torero messicano Jose Ramirez, noto come Gaonita. Sua madre, Gloria Cestero, era figlia di una famiglia portoricana politicamente attiva e in seguito divenne leader nella comunità di immigrati portoricani di New York. La Ramirez si trasferì a New York all'età di sei o sette anni. Come giovane studentessa di danza, in un momento in cui il mondo del balletto, della danza moderna e della danza etnica erano in gran parte separati, si allenava rigorosamente in tutti e tre, studiando danza spagnola con Lola Bravo e Luisa Pericet, balletto classico con Chester Hale e Alexandra Danilova e danza moderna con Anna Sokolow. La sua carriera professionale comprende tournée con la Compagnia di danza Federico Rey, la Xavier Cugat Orchestra, gli impegni solisti in Spagna, l'inaugurale Festival dei Due Mondi a Spoleto, in Italia con la compagnia di John Butler, le produzioni di Broadway di Copper and Brass (in un numero coreografato di Bob Fosse), Kismet e Lute Song e l'adattamento televisivo di Man of La Mancha.
Nel 1963 la Ramirez realizzò la promessa di rilevare lo studio della signorina Bravo al suo ritiro. Nel 1967 con finanziamenti federali attraverso un programma anti povertà, ideò e diresse un programma di allenamento intensivo per studenti più giovani chiamato "Operazione High Hopes". Oltre ad insegnare, la Ramirez organizzava spettacoli per i suoi giovani studenti. Mentre chiedeva loro un comportamento professionale, era consapevole che c'erano poche opportunità per i latinos nella danza professionale all'epoca. Incoraggiata dalla crescente abilità dei suoi allievi e dalle crescenti richieste di esibizioni, nel 1970 fondò ufficialmente il Ballet Hispánico in cui comprendere una compagnia, una scuola e programmi educativi.

### Direttrice artistica
La visione della Ramirez della compagnia Ballet Hispánico ha dato alla cultura ispanica contemporanea il suo posto nella danza americana, proprio come fece Alvin Ailey per la comunità di colore. Durante i suoi 39 anni come direttrice artistica, ha invitato 50 coreografi di diversa estrazione per fornire un'interpretazione moderna delle culture di lingua spagnola, attingendo alla versatilità dei suoi ballerini nel balletto, danza moderna, jazz, etnica e in altre tecniche di danza. Artisti di fama mondiale hanno risposto alla sua visione, inclusi artisti di balletto come Vicente Nebrada e Alberto Alonso, Talley Beatty e Anna Sokolow nella danza moderna, Paco Fernandez e José Coronado della danza etnica e Graciela Daniele e Ann Reinking di Broadway. "Più della maggior parte dei direttori artistici ha costantemente dato visibilità a nuovi talenti", allevando artisti nelle prime fasi della loro carriera, tra cui William Whitener, ora direttore artistico del Kansas City Ballet, Susan Marshall, vincitrice del premio MacArthur, Ramon Oller, capo di Metros Danza in Spagna e Pedro Ruiz, allora membro della Compagnia, ora coreografo indipendente.
Per ognuno dei 75 nuovi lavori commissionati per la Compagnia (acquistò anche 12 opere, fornito workshop per quattro e coreografate quattro), la Ramirez ha fornito i migliori valori di produzione, ricevendo regolarmente consensi per scene, costumi e per le luci, forniti da premiati talenti come Eugene Lee, Patricia Zipprodt, Willa Kim, Roger Morgan e Donald Holder.
Durante il suo mandato, il Ballet Hispánico si è esibito per oltre due milioni di persone in tre continenti. Le tournée nazionali della compagnia comprendevano impegni in sedi importanti come il John F. Kennedy Center di Washington, il Music Center di Los Angeles, il Wortham Center di Houston, la Boston's Celebrity Series e il Jacob's Pillow. Nel 1983 la compagnia fu una delle prime ad apparire al The Joyce Theater e da allora ha regolarmente presentato la sua stagione newyorkese. La compagnia ha rappresentato gli Stati Uniti all'Expo '92 di Siviglia, in Spagna, dove è stata presentata in occasione di una speciale celebrazione dell'Indipendenza al Padiglione degli Stati Uniti. Durante un tour di tre settimane in Sud America nel 1993, Ramirez e i ballerini sono stati ospiti d'onore in un ricevimento privato con il presidente Carlos Menem. Le apparizioni televisive della compagnia includono "CBS Sunday Morning" con Charles Osgood nel 1995 e CBS "The Early Show" nel 2008.

### Educatrice
Il contributo della Ramirez come insegnante è per molti aspetti importante quanto la sua eredità come artista e direttrice artistica. La Scuola di danza classica del Ballet Hispánico impiega il programma base originale delle tecniche di danza classica, moderna e spagnola, della Ramirez, una pratica singolare tra le istituzioni di formazione di danza americane. La scuola è cresciuta fino a formare centinaia di studenti tutto l'anno. Per garantire l'accesso ai bambini di tutte le provenienze, la Scuola fornisce sostegno scolastico, che è cresciuto fino a oltre 100000 $ all'anno.
Oltre a esibirsi con la compagnia del Ballet Hispánico, gli alunni formati alla Scuola hanno intrapreso importanti carriere, tra questi Linda Celeste Sims, una ballerina di spicco della Ailey Company; Kimberly Braylock, membro del San Francisco Ballet; Nancy e Rachel Ticotin nel cinema, televisione e a Broadway; Michael DeLorenzo nel cinema e nella televisione; Sara Erde, artista di danza spagnola al Metropolitan Opera e Nelida Tirado, esibitasi come ballerina spagnola nel tour internazionale di Riverdance. Anche Leelee Sobieski e Jennifer Lopez hanno frequentato le loro prime lezioni di danza alla Scuola.
Un certo numero di alunni sono ora direttori artistici a pieno titolo, tra cui Damaris Ferrer, fondatore e direttore artistico di Bailes Ferrer; l'artista solista di flamenco Sandra Rivera e Nelida Tirado, che ha partecipato al "25 to Watch" di Dance Magazine nel 2007. L'ex membro della compagnia, Eduardo Vilaro, è stato fondatore e direttore artistico del Luna Negra Dance Theatre prima di prendere le redini come direttore artistico del Ballet Hispánico quando la Ramirez si dimise.
La Ramirez ha attinto le risorse della Compagnia e della Scuola per creare l'innovativo programma educativo del Ballet Hispánico Primeros Pasos (Primi passi), che fornisce alle scuole pubbliche gruppi di studio su misura nella danza e nella cultura ispanica e offre una vasta gamma di altre attività educative per il pubblico. Questa iniziativa ad ampio raggio raggiunge regolarmente 15.000 studenti e adulti a New York e in tutta la nazione.

## Riconoscimenti
I duraturi contributi della Ramirez nel campo della danza le hanno valso la National Medal of Arts, il più alto riconoscimento culturale della nazione, nel 2005. La Juilliard le ha conferito la laurea honoris causa, Doctor of Fine Arts, nel 2018. Ha ricevuto l'Honor Award da Dance/USA nel 2009 e l'Award of Merit dall'Association of Performing Arts Presenters nel 2007. Nel 2004, AARP Magazine citava la Ramirez come "un pioniere culturale" e la sceglieva come una delle sue dieci "Persone dell'Anno". Ha ricevuto il premio Dance Magazine nel 2002. È stata nominata Latina dell'anno da Latina Magazine nel 2000. Nel 1999 ha ricevuto un Hispanic Heritage Award, consegnatole ad una festa di gala al Kennedy Center. Tra le altre onorificenze ricordiamo Citation of Honor ai New York Dance and Performance Awards del 1995 (i "Bessies"), un tributo speciale ai Capezio Dance Awards nel 1992, il NYS Governor's Arts Award (1987), il NYC Mayor's Award of Honor for Arts and Culture (1983), e il Manhattan Borough President's Award (1988). È stata onorata dal Forum nazionale portoricano durante la cena del 25º anniversario.
La Ramirez ha fatto parte dei consigli di amministrazione della New 42nd Street, dell'Associazione delle arti ispaniche e del Dance Theatre Workshop. È stata copresidente per il NYC Department of Education Dance Curriculum Blueprint Committee; ha anche lavorato in numerose giurie, tra cui National Endowment for the Arts, New York State Council on the Arts e The Rockefeller Foundation's Choreographers Awards.